# Gare de Rœux
Gare de Rœux vasútállomás Franciaországban, Rœux településen.

## Vasútvonalak
Az állomást az alábbi vasútvonalak érintik:
- Párizs-Lille-vasútvonal

## Kapcsolódó állomások
A vasútállomáshoz az alábbi állomások vannak a legközelebb:
- Gare d’Arras
- Gare de Biache-Saint-Vaast